# Conférence des recteurs français
La conférence des recteurs français est une association loi de 1901 déclarée en 1967 pour regrouper des recteurs d'académie en exercice ou non. Elle succède au Comité des recteurs français, créé en 1950.
Ses buts sont :
- de favoriser les « rapports permanents entre membres » et la « confrontation des vues » ;
- d'assurer la « défense de la dignité de la fonction » ;
- d'émettre des « avis sur les questions relevant de la compétence des recteurs » ;
- d'entretenir des « relations avec les universités étrangères et les associations nationales et internationales universitaires ».

L'association travaille en partenariat avec les ministres chargés de l'Éducation nationale et de l'Enseignement supérieur et de la Recherche.

## Présidents
- Marcel Bouchard

- 1963-1971 : Guy Debeyre[4]
- 1975-1978 : Marius-François Guyard[5]
- 1982-1984 : Jean-Claude Martin[6]
- 1987-1988 : Jean-Louis Boursin[7]
- 1992-1993 : Claude Pair[8]
- 2000-2002 : Jean-Claude Fortier[9]
- 2002-2004 : Patrick Gérard[10],[11]
- 2004-2008 : Michel Leroy[12],[13]
- 2008-2012 : Gérald Chaix
- 2012-... : Olivier Dugrip[14]
- 2019-2021 : Katia Béguin[15]
- 2021-2022 : Jean-Marc Huart[16]
- 2022-actuellement : Valérie Cabuil[16]

De plus, le recteur de l'académie de Paris est, de droit, président d'honneur de l'association.